# Hassop
Hassop – wieś w Anglii, w hrabstwie Derbyshire, w dystrykcie Derbyshire Dales. Leży 39 km na północ od miasta Derby i 220 km na północny zachód od Londynu.